# FBS (Первый Бюраканский Обзор)
Первый Бюраканский обзор (FBS, First Byurakan Survey) — обзор неба, проведенный в период 1965—1980 гг Маркаряном, Липовецким и Степаняном на телескопах системы Шмидта Бюраканской обсерватории (102 см, 132 см и 213 см)
с 1.5-градусной призмой . В ходе обзора было получено 2050 фотографических изображений 1133 различных полей на фотопластинах Kodak IIAF, IIaF, IIF и 103aF (размер каждой около 16х16 см, 4°x4° на небе). FBS покрывает 17000 квадратных градусов — все северное небо и часть южного неба (Dec.>-15) на высоких галактических широтах (|b|>15). В некоторых областях обзор доходит до Dec.=-19 и |b|=10.
Предельные звездные величины обзора варьируются в пределах 16.5m-19m в фильтре V, при преобладании чувствительности на уровне 17.5m −18m. Масштаб 96.8"/мм, спектральное разрешение 1800 A/мм в области линии Hgamma и 2500 A/мм в области линии Hbeta (типичное спектральное разрешение около 50А). Спектры низкого разрешения покрывают диапазон 3400-6900А с пропуском в области 5300А, который эффективно разделяет спектры на красную и голубую части. По результатам обзора достаточно легко было разделять красные и голубые объекты, составить представление об общей форме спектра объектов, а также обнаружить некоторые эмиссионные и абсорбционные линии (например, широкие Бальмеровские линии, молекулярные полосы поглощения, линии гелия и т. д.), что часто позволяет судить о природе объекта. FBS состоит из зон (полос), покрывающих 4 градуса по склонению (Dec) на всех прямых восхождениях (R.A.) кроме области галактической плоскости. Всего 28 зон, названных по их центральному склонению (например, зона +27° покрывает область склонений +25°<Dec<+29°). Полосы (зоны) и соседние (по прямому восхождению) пластины перекрываются на ~0.1 градус, делая обзор полным. Каждая фотопластина FBS содержит спектры низкого разрешения приблизительно 15000-20000 объектов. Всего в обзоре около 20 миллионов объектов.